# Daniel Palladino
Daniel Palladino est l'un des producteurs de la sitcom américaine Les Griffin. Palladino est également l'ancien producteur, scénariste et directeur de la comédie dramatique américaine Gilmore Girls, ainsi que producteur délégué de The Return of Jezebel James. Il a aussi été producteur consultant, scénariste et directeur de la série Bunheads. Il est marié à la scénariste et productrice de télévision Amy Sherman-Palladino, la créatrice des séries Gilmore Girls, The Return of Jezebel James et Bunheads.

## Crédits
- Il a dirigé 6 épisodes de la série Gilmore Girls entre 2004 et 2006[1].
- Il a écrit 10 épisodes de Madame est servie[1].
- Il a écrit 3 épisodes de Roseanne[1].
- Il a écrit 44 épisodes de Gilmore Girls[1].
- Dans la sitcom Les Griffin, il a été coproducteur exécutif de 14 épisodes entre 2000 et  2001 et producteur exécutif de 13 épisodes entre 2001 et 2002[1].
- Dans la série Bunheads, il a été producteur consultant de 8 épisodes, scénariste de 5 épisodes et directeur de 5 épisodes[1].

## Distinctions
En 2001, il a été nommé au Primetime Emmy Award du « meilleur programme d'animation » pour l'épisode  « L'opticien à sa mémère » de la sictom Les Griffin aux côtés de Seth MacFarlane, David Zuckerman, Craig Hoffman, Danny Smith, Billiam Coronel, Matt Weitzman, Mike Barker, Sherry Gunther, Gary Janetti, Pete Michels, Peter Shin et Dan Povenmire.